# Bilecik (provins)

Karta över Turkiet med Bilecik markerat.

Bilecik är en provins i den västra delen av Turkiet. Den har totalt 194 326 invånare (2000) och en areal på 4 181 km². Provinshuvudstad är Bilecik.